# Velocidad calibrada
La velocidad calibrada ("CAS") es la velocidad indicada corregida por el error de los instrumentos y de la posición.
Cuando se vuela a nivel del mar en condiciones de Atmósfera Internacional Estándar (15 °C, 1013 hPa, 0% de humedad) la velocidad calibrada es la misma que la Velocidad equivalente del aire (EAS) y la velocidad verdadera (TAS). Si no hay viento, también es la misma que la velocidad respecto a la tierra (GS). En cualquier otra condición, la CAS puede diferir de la TAS y la GS de la aeronave.
La velocidad calibrada en nudos se suele abreviar como KCAS, mientras que la velocidad indicada se abrevia como KIAS.
En algunas aplicaciones, especialmente en el uso británico, se utiliza la expresión velocidad aérea rectificada en lugar de velocidad aérea calibrada.

## Aplicaciones prácticas de la velocidad calibrada (CAS)
El CAS tiene dos aplicaciones principales en la aviación:
- para la navegación, el CAS se calcula tradicionalmente como uno de los pasos entre la velocidad indicada y la velocidad  real;
- para el control de la aeronave, el CAS (y el EAS) son los principales puntos de referencia, ya que describen la presión dinámica que actúa sobre las superficies de la aeronave independientemente de la densidad, la altitud, el viento y otras condiciones. El EAS es utilizado como referencia por los diseñadores de aeronaves, pero el EAS no puede ser visualizado correctamente a diferentes altitudes por un simple indicador de velocidad aerodinámica (de una sola cápsula). Por lo tanto, el CAS es un estándar para calibrar el indicador de velocidad aerodinámica de manera que el CAS sea igual al EAS a la presión del nivel del mar y se aproxime al EAS a altitudes superiores.

Con el uso generalizado del GPS y otros sistemas avanzados de navegación en las cabinas, la primera aplicación está disminuyendo rápidamente en importancia – los pilotos son capaces de leer la velocidad en tierra (y a menudo la velocidad aérea verdadera)
directamente, sin calcular la velocidad aérea calibrada como paso intermedio. Sin embargo, la segunda aplicación sigue siendo fundamental; por ejemplo, con el mismo peso, una aeronave girará y ascenderá a aproximadamente la misma velocidad aérea calibrada a cualquier elevación, aunque la velocidad aérea real y la velocidad de avance puedan diferir significativamente. Estas velocidades V suelen indicarse como IAS en lugar de CAS, para que el piloto pueda leerlas directamente en el indicador de velocidad aerodinámica.

## Cálculo a partir de la presión de impacto
Dado que la cápsula indicadora de velocidad del aire responde a la presión de impacto, El CAS se define como una función de la presión de impacto únicamente. La presión estática y la temperatura aparecen como coeficientes fijos definidos por convención como valores estándar a nivel del mar. Sucede que la velocidad del sonido es una función directa de la temperatura, por lo que en lugar de una temperatura estándar, podemos definir una velocidad del sonido estándar.
Para velocidades subsónicas, el CAS se calcula de la siguiente manera:
{\displaystyle CAS=a_{0}{\sqrt {5\left[\left({\frac {q_{c}}{P_{0}}}+1\right)^{\frac {2}{7}}-1\right]}}}
donde:
- {\displaystyle q_{c}} = presión de impacto

{\displaystyle P_{0}} = presión estándar a nivel del mar
- {\displaystyle {a_{0}}} es la velocidad estándar del sonido a 15 °C

Para velocidades de aire supersónicas, donde se forma un choque normal delante de la sonda pitot, se aplica la fórmula de Rayleigh:
{\displaystyle CAS=a_{0}\left[\left({\frac {q_{c}}{P_{0}}}+1\right)\times \left(7\left({\frac {CAS}{a_{0}}}\right)^{2}-1\right)^{2.5}/\left(6^{2.5}\times 1.2^{3.5}\right)\right]^{(1/7)}}
La fórmula supersónica debe resolverse de forma iterativa, suponiendo un valor inicial para {\displaystyle CAS} igual a {\displaystyle a_{0}}.
Estas fórmulas funcionan en cualquier unidad siempre que se seleccionen los valores adecuados para {\displaystyle P_{0}} y {\displaystyle a_{0}}. Por ejemplo, {\displaystyle P_{0}} = 1013,25 hPa, {\displaystyle a_{0}} = 1225 km/h. Se supone que la  relación de calores específicos del aire es de 1,4.
Estas fórmulas pueden utilizarse para calibrar un indicador de velocidad del aire cuando se mide la presión de impacto ({\displaystyle q_{c}}) utilizando un manómetro de agua o un manómetro preciso. Si se utiliza un manómetro de agua para medir milímetros de agua, la presión de referencia ({\displaystyle P_{0}}) puede introducirse como 10333 mm {\displaystyle H_{2}0}.
En altitudes superiores, la CAS puede corregirse por el error de compresibilidad para obtener la velocidad equivalente del aire (EAS). En la práctica, el error de compresibilidad es insignificante por debajo de unos 10 000 pies (3048,0 m) y 370 km/h (200 kn).